# Петер Петерсен
Пе́тер Пе́терсен (нім. Peter Petersen, справжні ім'я та прізвище — Макс Йо́ганн Ге́нріх По́лсен, нім. Max Johann Heinrich Paulsen; 18 листопада 1876, Гамбург, Німецька імперія — 11 березня 1956, Відень, Австрія) — австрійський актор і театральний режисер.

## Біографія
Макс Йоганн Генріх Полсен народився 18 листопада 1876 року в Гамбурзі, Німецька імперія. Після навчання в середній школі в Гамбурзі брав уроки акторської майстерності в Пауля Шумана. 18-річним, він дебютував у 1894 році як актор в Раштаті в постановці «Дон Карлоса» за Ф. Шиллером). З 1896 року протягом двох сезонів виступав у Берлін в Гофтеатрі, після чого переїхав у 1898 році до Відня, де почав працювати в Бурґтеатрі, ставши згодом його художнім керівником.
У кіно Полсен дебютував у 1934 році роллю професора Карла Людвіга Гаррандта у фільмі Віллі Форста «Маскарад», де його партнерками по знімальному майданчику була дебютантка Паула Весселі та Ольга Чехова. Відтоді актор як у кіно, так і на театральній сцені виступав під псевдонімом Петер Петерсен.
Після аншлюсу Австрії Третім Рейхом у 1941 році Петерсен взяв участь в пропагандистському нацистському антипольскому фільмі «Повернення додому» (реж. Густав Учицкі), де зіграв роль батька головної героїні у виконанні Паули Весселі. Після Другої світової війни актор перестав зніматися в кіно і зосередився на виступах Бурґтеатрі у Відні.
Петер Петерсен був професором Віденського університету музики й виконавського мистецтва. Помер 11 березня 1956 року у Відні, де й похований.

## Фільмографія
| Рік  | Назва українською                            | Оригінальна назва                              | Роль                          |
| ---- | -------------------------------------------- | ---------------------------------------------- | ----------------------------- |
| 1934 | Маскарад                                     | Maskerade                                      | професор Карл Людвіг Гаррандт |
| 1935 | Вічна маска                                  | Die ewige Maske                                | професорr Tscherko            |
| 1936 | Маня Валевська                               | Manja Valewska                                 | граф Александр Валевський     |
| 1937 | Крейцерова соната                            | Die Kreutzersonate                             | Андрій Позднишев              |
| 1938 | Дзеркало життя                               | Spiegel des Lebens                             | Карфрейт, ювелір              |
| 1938 | Майя між двома шлюбами                       | Maja zwischen zwei Ehen                        | доктор Дельбанко              |
| 1941 | Повернення додому                            | Heimkehr                                       | доктор Томас                  |
| 1943 | Германін — історія одного колоніального акту | Germanin — Die Geschichte einer kolonialen Tat | професор Ашенбах Achenbach    |
| 1951 | Історія однієї сім'ї                         | Die Sonnenbrucks                               | перший гестапівець            |